# Костянтинівський район
Костянти́нівський район (Костянтинівщина) — район в Донецькій області України. Утворений 7 березня 1923 року. Адміністративний центр — місто Костянтинівка, що не входило до складу району. Розташований у центрі Донецької області, північніше Донецька. У липні 2020 року увійшов до складу Краматорського району. 

## Географія
Костянтинівський район знаходиться на північному центрі Донецької області південно-східної частини України на території 117172 км², що становить 4,4 % території області.
Район нараховує 59 населених пунктів з кількістю населення 20996 жителів.
Територію району перетинають автотраси: державного значення — Слов'янськ— Донецьк— Маріуполь, територіального — Красноармійськ—Артемівськ, Костянтинівка—Дзержинськ, а також залізниця, яка здійснює перевезення більш ніж на 600 адрес країн близького та далекого зарубіжжя.
Розвинена гідрографічна мережа району. Його територію з південного сходу на північний схід перетинає річка Кривий Торець, яка відноситься до басейну річки Сіверський Донець. Площа водостоку 1550 м².

### Природні ресурси, екологічна ситуація
На землях району ведуться розробки корисних копалин — вогнетривких глин та піску.
Протягом 2002 року Торецькою регіональною державною екологічною інспекцією проводилася операція «Чисте повітря», в ході якої проведено контроль утримання окису вуглецю у відпрацьованих газах автомобілів.
Проводився ремонт очисних споруджень в с. Зоря підприємством «Укрводспецбуд».
Красноармійським держлісгоспом відновлено 45 га лісу в районі с. Яблунівка. Озеленено 37,8 км вулиць району, 8 км придорожних захисних лісосмуг. На території Полтавської сільської ради висаджено берез на суму 0,9 тис. грн.
Костянтинівським райавтодором проведено вибіркову санітарну рубку дерев лісових насаджень площею 8,6 га понад трасою Покровськ — Бахмут.

## Історія
На початку 1923 року на території УРСР було проведено реформу адміністративно-територіального розподілу, в результаті якого, повіти та волості було скасовано, а замість них утворилися округи та райони.
Відповідно до Постанови ВУЦВК від 7 березня 1923 року «Об административном делении Донецкой губернии» в складі Бахмутського округу було утворено Костянтинівський район з центром у селищі Костянтинівка.
Тоді ж у новому районі відбулися вибори органу влади Костянтинівського райвиконкому, який знаходився в безпосередньому підпорядкуванні Бахмутського, а з серпня 1924 р. — Артемівського окрвиконкому.
На основі Постанови ВУЦВК від 13 березня 1925 року селище Костянтинівка було віднесено до категорії селищ міського типу.
В 1939 році в складі Сталінської області знову організовано Костянтинівський район і тоді ж у районі було створено орган влади Костянтинівського райвиконкому, який після проведення в грудні 1939 року перших виборів в місцеві органи влади на основі нової Конституції УРСР, прийнятої 30 січня 1937 року, став називатися виконавчим комітетом Костянтинівської районної ради депутатів трудящих.
На землях Костянтинівського району розміщалося 33 колгоспи, 7 радгоспів та 7 підсобних господарств. Основним їхнім напрямком було і залишається вирощування зернових культур і тваринництво. Впроваджувалось і набирало силу овочівництво і садівництво. Розвивалась матеріально-технічна база.
Мирне життя сільських працівників обірвала війна. Всього з району було мобілізовано близько 5,5 тисяч осіб.
Воїни-костянтинівці відважно боролись на фронтах: в жорстоких боях загинуло 2352 особи. Багато з них нагороджено за мужність та відвагу бойовими орденами та медалями, четверо удостоєні звання Героя Радянського Союзу : 18-річний командир відділення 1006 полку 266-1 Артемівської стрілецької дивізії Микола Носуля з Олексієво-Дружківки, штурман ескадрильї 367-го бомбардувального авіаполку С. З. Калініченко — мешканець Кіндратівки, командир ескадрильї 266-го штурмового авіаполку, старший лейтенант В. І. Догаєв із Ділієвки, командир гармати 99-го гвардійського артполку, старший сержант П. С. Дубрівний з радгоспу «Щербинівський».
6 вересня 1943 року район було звільнено від фашистських загарбників. Почалася важка робота з відновлення зруйнованого сільського господарства. Збитки були великі: за час окупації 31 колгосп і 6 радгоспів району втратили 60 тисяч голів великої рогатої худоби, десятки тисяч овець, свиней, птиці, багаті садово-овочеві та пасічні господарства.

## Адміністративний устрій
Адміністративно-територіально район поділяється на 20 сільських рад, які об'єднують 60 населених пунктів та підпорядковані Костянтинівській районній раді. Адміністративний центр — місто Костянтинівка.

## Населення
Розподіл населення за віком та статтю (2001)
| Стать | Всього | До 15 років | 15-24 | 25-44 | 45-64 | 65-85 | Понад 85 |
| --- | ------ | ----------- | ----- | ----- | ----- | ----- | -------- |
| Чоловіки | 9822   | 1772        | 1460  | 2895  | 2544  | 1113  | 38       |
| Жінки | 11 310 | 1665        | 1385  | 2752  | 2905  | 2359  | 244      |
| \| Статево-вікова піраміда \| Статево-вікова піраміда \| Статево-вікова піраміда \| \| ----------------------- \| ----------------------- \| ----------------------- \| \| Чоловіки \| Вік \| Жінки \| \| 38 \| 85 + \| 244 \| \| 66 \| 80-84 \| 274 \| \| 182 \| 75-79 \| 595 \| \| 432 \| 70-74 \| 820 \| \| 433 \| 65-69 \| 670 \| \| 710 \| 60-64 \| 965 \| \| 392 \| 55-59 \| 530 \| \| 670 \| 50-54 \| 671 \| \| 772 \| 45-49 \| 739 \| \| 816 \| 40-44 \| 784 \| \| 759 \| 35-39 \| 673 \| \| 659 \| 30-34 \| 644 \| \| 661 \| 25-29 \| 651 \| \| 701 \| 20-24 \| 659 \| \| 759 \| 15-20 \| 726 \| \| 753 \| 10-14 \| 754 \| \| 562 \| 5-9 \| 527 \| \| 457 \| 0-4 \| 384 \| |        |             |       |       |       |       |          |
| Статево-вікова піраміда |        |             |       |       |       |       |          |
| Чоловіки | Вік    | Жінки       |       |       |       |       |          |
| 38 | 85 +   | 244         |       |       |       |       |          |
| 66 | 80-84  | 274         |       |       |       |       |          |
| 182 | 75-79  | 595         |       |       |       |       |          |
| 432 | 70-74  | 820         |       |       |       |       |          |
| 433 | 65-69  | 670         |       |       |       |       |          |
| 710 | 60-64  | 965         |       |       |       |       |          |
| 392 | 55-59  | 530         |       |       |       |       |          |
| 670 | 50-54  | 671         |       |       |       |       |          |
| 772 | 45-49  | 739         |       |       |       |       |          |
| 816 | 40-44  | 784         |       |       |       |       |          |
| 759 | 35-39  | 673         |       |       |       |       |          |
| 659 | 30-34  | 644         |       |       |       |       |          |
| 661 | 25-29  | 651         |       |       |       |       |          |
| 701 | 20-24  | 659         |       |       |       |       |          |
| 759 | 15-20  | 726         |       |       |       |       |          |
| 753 | 10-14  | 754         |       |       |       |       |          |
| 562 | 5-9    | 527         |       |       |       |       |          |
| 457 | 0-4    | 384         |       |       |       |       |          |

Національний склад населення району за переписом 2001 року
|          | чисельність | частка |
| українці | 16 345      | 77,3   |
| росіяни  | 4 206       | 19,9   |
| білоруси | 194         | 0,9    |

Етномовний склад сільських та міських рад району (рідна мова населення) за переписом 2001 року, %
|                                 | українська | російська | білоруська |
| Костянтинівський район          | 69,8       | 29,4      | 0,2        |
| ------------------------------- | ---------- | --------- | ---------- |
| Олександро-Калинівська сільрада | 93,1       | 6,9       | 0,1        |
| Артемівська сільрада            | 60,5       | 38,8      | 0,4        |
| Білокузьминівська сільрада      | 70,1       | 28,6      | 0,2        |
| Віролюбівська сільрада          | 70,3       | 29,4      |            |
| Зорянська сільрада              | 78,3       | 21,4      | 0,3        |
| Іванопільська сільрада          | 63,5       | 36,1      | 0,1        |
| Іллічівська сільрада            | 38,1       | 61,2      | 0,1        |
| Катеринівська сільрада          | 85,9       | 13,6      |            |
| Кіндратівська сільрада          | 50,1       | 49,4      | 0,1        |
| Марківська сільрада             | 85,0       | 15,0      |            |
| Миколайпільська сільрада        | 72,9       | 24,6      | 0,8        |
| Миколаївська сільрада           | 79,0       | 20,3      | 0,1        |
| Новодмитрівська сільрада        | 37,8       | 60,3      |            |
| Новаполтавська сільрада         | 73,1       | 26,5      |            |
| Новоартемівська сільрада        | 91,6       | 7,4       |            |
| Полтавська сільрада             | 91,2       | 8,0       |            |
| Правдівська сільрада            | 77,4       | 21,0      | 0,9        |
| Предтечинська сільрада          | 86,7       | 13,1      |            |
| Тарасівська сільрада            | 74,1       | 23,9      | 0,4        |
| Торська сільрада                | 81,8       | 18,1      |            |

На території району проживають 20996 мешканців, що становить 0,4 % населення області. Щільність населення 18 чоловік на 1 кв км. Загальна площа в адміністративних межах району 117172 га — 4,4 % території області, з них: — площа господарчої території — 112019 га; — земельний запас — 3306 га; — земельний державний запас — 2594 га; — земля садових кооперативів — 1258 га; — площі населених пунктів — 5153 га.

## Економіка
В районі 59 населених пунктів, 20 сільських рад. Економічний потенціал району становить 40 сільгосппідприємств, 74 фермерських господарства, 3 промислових підприємства, 4 будівельних організації, 83 малих підприємства.

## Транспорт
Територією району проходять такі автошляхи: Н20, Н32 та Т 0516.
У районі один залізничний вузол — станція Костянтинівка.
Зупинні пункти: 6 км, 15 км, 18 км, 24 км, 1063 км, 1082 км, 1086 км, Віролюбівка, Іванопілля, Клебанбик та Плещеївка.

## Наука. Освіта
В районі функціонують 23 загальноосвітні школи, з них 10 навчально-виховних комплексів «школа-сад», 24 дошкільних навчальних заклади, 1 сільсько-господарський технікум.
З 01.09.2002 року відкрито агроекономічний ліцей в с. Новодмитрівка на базі Новодмитрівської загальноосвітньої школи. Школи району відвідують 2735 учнів, дошкільні навчальні заклади — 554 дітей. Учні 8 шкіл району навчаються українською мовою, введено поглиблене та профільне навчання.

## Медичні заклади. Охорона здоров'я
В районі та в місті Костянтинівка існує система об'єднаної охорони здоров'я, яку здійснює державне територіальне медичне об'єднання на базі центральної районної лікарні. Загальна кількість ліжок — 815, планова потужність амбулаторно-поліклінічних закладів — 2332 відвідування за зміну.
На території району медичне обслуговування населення здійснюють 2 дільничі лікарні на 40 ліжок, 23 ФАПи, 10 лікарняних амбулаторій.

## Засоби масової інформації
Серед засобів масової інформації в районі видаються: газети — «Знамя индустрии», «Провинция»; діє телестудія — «Скиф-2».

## Розвиток культури та спорту
Мережа культурно-просвітнецьких закладів району налічує 36 клубних закладів, 26 бібліотек, 8 філій районної дитячої музичної школи.
Спортивних майданчиків на території району — 21, спортивних залів — 22, майданчиків з тренажерним обладнанням — 15, приміщень для фізкультурно-оздоровчих занять — 16. 688 чоловік займаються в спортивних секціях.

## Туризм
На території району знаходиться регіональний парк «Клебан-Бик». Планується розширити площу парку більш ніж на 1000 га за рахунок включення до складу парку нових природних територій, а також приєднання вже утворених об'єктів природного-заповідного фонду.

## Релігійні організації
У Костянтинівському районі зареєстровано 7 релігійних організацій Російської православної церкви в Україні.
Розпорядження голови облдержадміністрації від 15.12.2000 р. № 840 зареєстрована релігійна громада Християнської церкви «Слово життя» в селищі Новодмитрівка Новодмитрівської сільради.
Релігійна ситуація в районі задовільна. Релігійні організації, які діють в районі, дотримуються чинного законодавства. Видавничою діяльністю не займаються. Незареєстрованих громад в районі немає.